# Detachierte Division

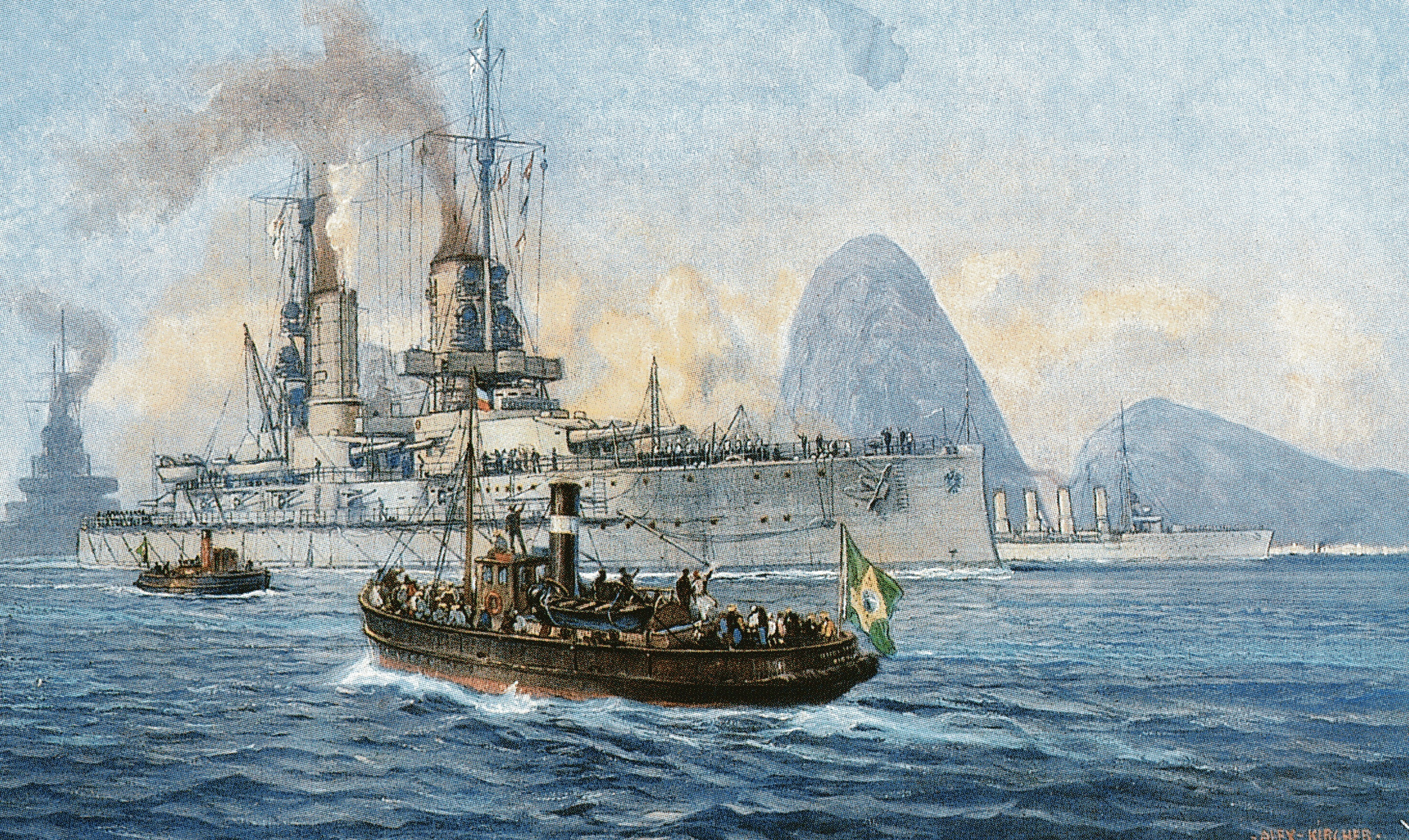
Detachierte Division im Hafen von Rio de Janeiro 1914. Gemälde von Alexander Kircher. Bildmitte Linienschiff Kaiser, rechts im Hintergrund Kleiner Kreuzer Straßburg, links im Hintergrund Linienschiff König Albert

Die Detachierte Division war ein Flottenverband der Kaiserlichen Marine, der vom 9. Dezember 1913 bis zum 24. Juni 1914 West- und Südafrika, St. Helena, Südamerika, die Kapverden, Madeira und Spanien besuchte. Die Reise diente der Erprobung moderner Schiffstechnik, der deutschen Interessensicherung im Kontext der Kanonenbootpolitik sowie der Ausübung militärischen Drucks auf die Bevölkerung in der deutschen Kolonie Kamerun, wo Grundstücksenteignungen der Kolonialverwaltung Unruhen ausgelöst hatten. Während der Reise vom Ausgangsort Wilhelmshaven zum Zielort Kiel legte die Division eine Strecke von rund 23.500 Seemeilen zurück.

## Zusammensetzung

Die Kommandanten der „Detachierten Division“ am 4. April 1914 in Valparaíso, Chile, v. l. n. r.: Fregattenkapitän Heinrich Retzmann (Straßburg), Kapitän zur See Karl Thorbecke (König Albert) und Kapitän zur See Adolf von Trotha (Kaiser)

Die Division bestand aus dem Linienschiff Kaiser als Flaggschiff (Kapitän zur See Adolf von Trotha) sowie dem Linienschiff König Albert (Kapitän zur See Karl Thorbecke) und dem Kleinen Kreuzer Straßburg (Kapitän zur See Heinrich Retzmann). Die Gesamtstärke der Division bestand aus rund 2300 Mann unter dem Kommando von Konteradmiral Hubert von Rebeur-Paschwitz.

## Reiseverlauf

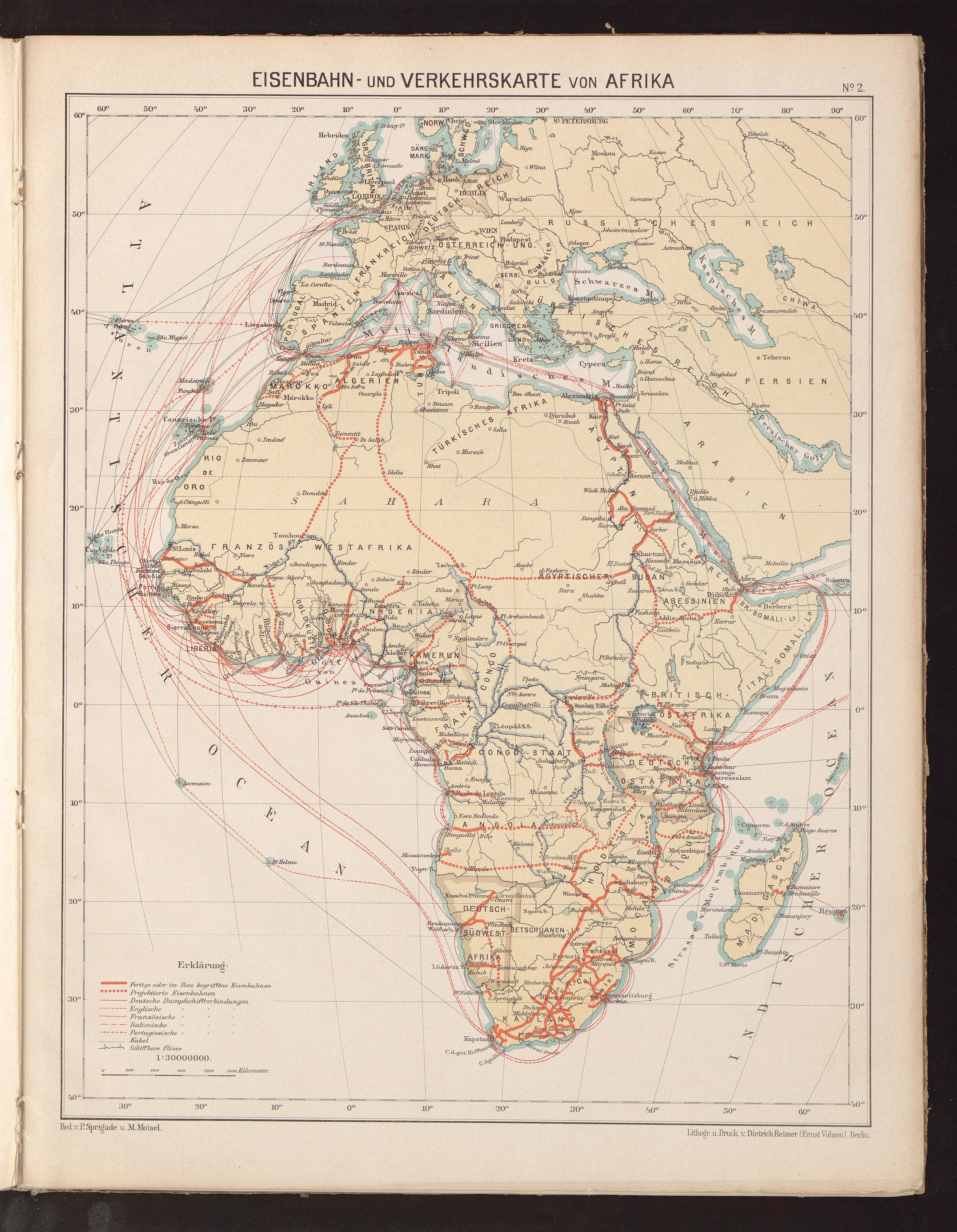
Afrika im Wirtschafts-Atlas der deutschen Kolonien (1906)

Matrosen der Detachierten Division ziehen auf ihrem Landgang am 6. April 1914 am Hauptbahnhof von Santiago de Chile vorbei

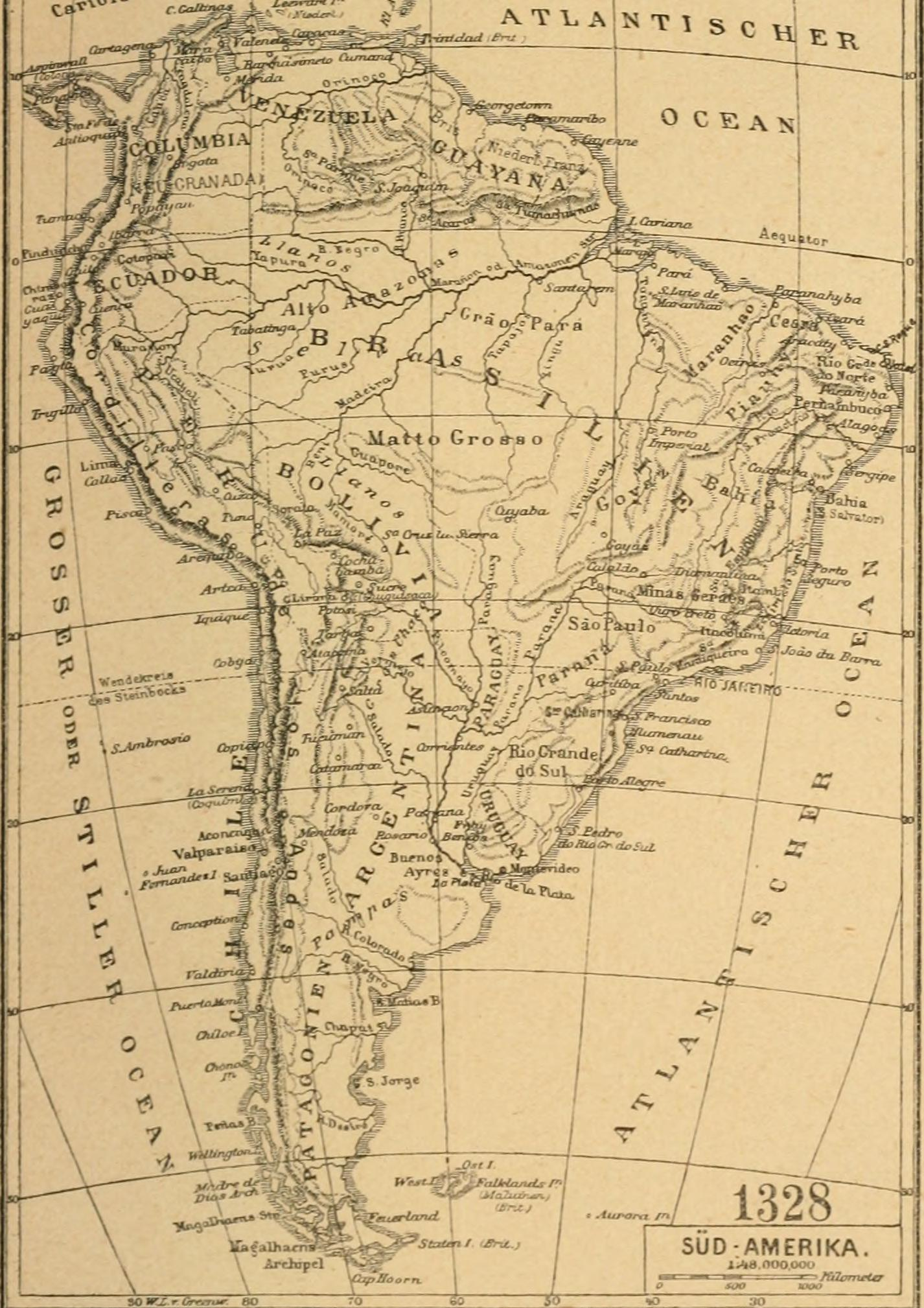
Südamerika im Quart-Lexikon (1888)

### Hinreise
Die Division versammelte sich am 8. Dezember 1913 in Wilhelmshaven, wo von Rebeur-Paschwitz seine Admiralsflagge auf Kaiser setzte. Am 9. Dezember verließ die Division den Marinehafen und fuhr zunächst die deutschen Kolonien auf der Westseite Afrikas an. In Kamerun, wo schwere politische Spannungen wegen Landenteignungen in der Hauptstadt und den vornehmlich von einheimischen Eliten bewohnten Küstenregionen herrschten, wurde der Besuch zur Machtdemonstration gegenüber der afrikanischen Bevölkerung genutzt. Zu diesem Zweck hielt eine 500-köpfige Landungsabteilung der Division während des zweiwöchigen Aufenthalts eine Militärparade ab. Von Swakopmund in Deutsch-Südwestafrika, wo das Geschwader nur einen Tag blieb, fuhr man nach St. Helena weiter und setzte hier zur Überquerung des Südatlantiks an. Am 15. Februar 1914 erreichte das Geschwader Rio de Janeiro. Nach zehntägigem Aufenthalt in Brasilien, verbunden mit einem Besuch des Staatspräsidenten Marschall Hermes Rodrigues da Fonseca, fuhr die Division nach Argentinien ab und ankerte in Mar del Plata. Indessen dampfte die Straßburg mit Admiral Rebeur-Paschwitz an Bord allein nach Buenos Aires, wo offizielle Begegnungen mit Regierungsvertretern stattfanden, und vereinigte sich erst in Montevideo wieder mit den Linienschiffen, wo eine Begegnung mit dem dortigen Staatspräsidenten José Batlle y Ordóñez folgte. Gemeinsam umfuhren die drei Schiffe Kap Hoorn, und am 2. April erreichte das Geschwader den Endpunkt der Reise, den chilenischen Flottenstützpunkt Valparaíso, in dessen Hafen es am Morgen des 3. April einfuhr. Am 4. April 1914 besuchte der deutsche Großadmiral Prinz Heinrich von Preußen, der Bruder des Kaisers, die deutsche Division. Er war im Rahmen seiner Südamerikareise auf der Cap Trafalgar Ende März in Buenos Aires eingetroffen und von hier aus mit der Eisenbahn nach Chile weitergereist, wo er auf Einladung der chilenischen Regierung den Präsidentenpalast La Moneda besucht und eine Militärparade mit Flugschau in der Hauptstadt abgenommen hatte und anschließend zur Besichtigung des deutschen Geschwaders nach Valparaíso kam. Hier traf er mit Vertretern der chilenischen Admiralität und lokalen Honoratioren zusammen und besuchte neben den deutschen Schiffen auch den chilenischen Kreuzer O’Higgins.

### Rückreise
Am 6. April machten die Mannschaften der deutschen Schiffe einen Landgang bis in die chilenische Hauptstadt Santiago de Chile, wo die deutsche Kolonie Matrosen und Offiziere zu einem Bankett eingeladen hatte. Nach zehntägigem Aufenthalt in Valparaíso, wo die deutschen Schiffe von der Bevölkerung besichtigt wurden, Kontakte mit Vertretern der chilenischen Admiralität sowie diverse Begegnungen mit Mannschaften und Offizieren der in Valparaíso liegenden chilenischen Kriegsschiffe stattfanden, darunter ein Sportfest und ein Schießwettbewerb, brach die Division zur Heimreise nach Deutschland auf. Mit Zwischenstationen in Bahía Blanca in Argentinien und Santos in Brasilien kehrte das Geschwader zunächst nach Rio de Janeiro zurück. Von hier aus wurde die Straßburg in die Karibik detachiert, um in der Dominikanischen Republik während des Bürgerkrieges deutsche Interessen zu schützen. Die beiden Linienschiffe kehrten über die Kapverden, Funchal (Madeira) und Vigo (Spanien) nach Kiel zurück, wo sie am 17. Juni eintrafen und die Division am 24. Juni 1914 aufgelöst wurde.

### Stationen
Die Stationen der Reise mit den Aufenthaltsdaten im Überblick:
- Lome (Togoland): 29. bis 31. Dezember 1913
- Victoria, heute Limbe (Kamerun): 2. Januar 1914
- Duala (Kamerun): 5. bis 15. Januar 1914
- Swakopmund (Deutsch-Südwestafrika): 21. Januar 1914
- Lüderitzbucht (Deutsch-Südwestafrika): 22. bis 28. Januar 1914
- Jamestown, St. Helena (Britische Kronkolonie): 2. Februar 1914
- Rio de Janeiro (Brasilien): 15. bis 25. Februar 1914
- Mar del Plata (Argentinien): März 1914
- Montevideo (Uruguay): 7. März 1914
- Valparaíso (Chile): 2. bis 11. April 1914
- Bahía Blanca (Argentinien); 25. bis 28. April 1914
- Santos (Brasilien): 7. bis 12. Mai 1914
- Rio de Janeiro: 16. Mai 1914
- Ankunft in Kiel: 17. Juni 1914

## Ergebnisse
Nach Ansicht von Marinehistorikern war die Reise ein voller Erfolg:

„Die Erfahrungen der Kreuzer-Division waren ausgesprochen positiv gewesen. Abgesehen von ausgezeichneten Ergebnissen selbst hatte die Reise Erfolg im propagandistischer Hinsicht für die deutsche Werftindustrie und darüber hinaus für das Deutsche Reich insgesamt gebracht.“